# Boophis andrangoloaka
Boophis andrangoloaka is een kikker uit de familie gouden kikkers (Mantellidae). De soort werd voor het eerst wetenschappelijk beschreven door Ernst Ahl in 1928. De soort behoort tot het geslacht Boophis.
De soort is endemisch in Madagaskar.

## Synoniemen
- Rhacophorus andrangoloaka Ahl, 1928
- Rhacophorus brevirostris Ahl, 1928
- Boophis angrangoloaka (Ahl, 1928)